# Methylovirgula
Methylovirgula ist eine Gattung gramnegativer, aerober Bakterien aus der Familie Beijerinckiaceae.
Typusart ist Methylovirgula ligni Vorob'ev et al. 2009.

## Etymologie
Der Gattungsname Methylovirgula leitet sich ab von neulateinisch methylum ‚Methyl‘ (von altgriechisch μέθυ methy, deutsch ‚Wein‘, vgl. Met und ὕλη hýlē, deutsch ‚Holz‘) und lat. virgula ‚Komma‘, ‚kleines Stäbchen‘; Methylovirgula zeigt Methyl-verarbeitende, komma- oder stäbchenförmige Zellen an.
Das Art-Epitheton ligni ist der Genitiv von lateinisch lignum ‚Holz‘ und weist auf die Isolation dieser Bakterien aus Hölzern hin.
Das vorgeschlagene Art-Epitheton thiovorans setzt sich zusammen aus dem Präfix ‚thio‘ (von altgriechisch θεῖον theion, deutsch ‚Schwefel‘) und lat. vorans ‚verzehrend‘, ‚fressend‘.

## Artenliste
Die folgende Artenliste stammt aus der List of Prokaryotic names with Standing in Nomenclature, ergänzt nach der Taxonomie des National Center for Biotechnology Information und der Genome Taxonomy Database:
Methylovirgula Vorob'ev et al. 2009
- Methylovirgula ligni Vorob'ev et al. 2009[1][5] (Typusart)[1]
inkl. Beijerinckiaceae bacterium BW863, Beijerinckiaceae bacterium BW872[5]
  - Referenzstamm BW863 (Chungbuk National University)[6] alias DSM:19998 oder NCIMB:14408[7][8]
Fundort: saurer Waldboden,[6] Veluwe, Niederlande[2]
  - weitere Stämme: BW863 (DOE Joint Genome Institute),[6]  BW872[5]
- „Methylovirgula thiovorans“ Gwak et al. 2022[9] alias Methylovirgula sp019343105[6] inkl. Methylovirgula sp. HY1[5]
  - Referenzstamm HY1[5][9]
Fundort: Boden im Yongneup (용늪 ‚Drachensumpf‘) am Mount Daeam (대암산 Daeamsan, Gangwon-Provinz, Südkorea)[6][9]
- Methylovirgula sp. 4M-Z18[5]
Fundort: Waldboden in der Provinz Guangdong, China[10]
- Methylovirgula sp004298435
  - Isolat FW106-10_bin.28

Fundort: Grundwasser, Tennessee, USA[6]
- Methylovirgula sp021324915
  - Isolat Centralia_MAG_244

Fundort: Boden in Centralia (Pennsylvania), USA[6]
- Methylovirgula sp021780015
  - Isolat BP7.bin54

Fundort: Sediment aus saurem Grubenwasser, Banpo Antimony Mine, Provinz Guizhou, China[6]

## Methylovirgula ligni
Methylovirgula ligni ist eine Spezies gramnegativer, aerober, unpigmentierter, unbeweglicher, stäbchenförmiger Bakterien aus der Gattung Methylovirgula, das erstmals in Veluwe in den Niederlanden aus Buchenholzblöcken auf saurem Waldboden während der Zersetzung durch den Weißfäulepilz Hypholoma fasciculare isoliert wurde (Referenzstamm BW863).
Die Spezies wurde 2009 erstbeschrieben aufgrund dieser Entdeckung, die zwei Stämme derartiger Bakterien umfasste, und die als BW863T (Referenzstamm) und BW872 bezeichnet werden.
Beide Stämme (BW863T und BW872) sind obligat acidophile und mesophile (säureverträgliche und mittlere Temperaturbereiche bevorzugende) Organismen, die bei einem pH-Wert von 3,1–6,5 (mit einem Optimum bei pH 4,5–5,0) und bei Temperaturen zwischen 4 und 30 °C wachsen können.
Die Stämme sind beide zu methylotrophem Wachstum fähig und assimilieren Kohlenstoff über den Ribulose-Bisphosphat-Weg (Calvin-Zyklus).
Außer Methanol verwerteten beide auch Ethanol, Pyruvat und Malat.
Unter den in diesen Bakterien gefundenen Phospholipiden und Fettsäuren waren ungewöhnlich große Mengen (etwa 90 %) an C18:1 ω7c vertreten, ähnlich wie bei Methylobacterium-Stämmen.
Das vorherrschende Chinon ist Ubichinon-10 (Q-10).
Der G+C-Gehalt-Gehalt beträgt 61,8–62,8 mol%.
Auf der Grundlage der Gen-Sequenzähnlichkeit der 16S rRNA waren die Stämme BW863T und BW872 zum Zeitpunkt der Entdeckung am engsten mit dem acidophilen methanotrophen Bakterium Methylocapsa acidiphila B2T (Beijerinckiaceae) verwandt (96,5–97 %).

## „Methylovirgula thiovorans“
„Methylovirgula thiovorans“ ist die vorgeschlagene Bezeichnung für die Methylovirgula-Art mit dem Stamm HY1 (Methylovirgula sp. HY1 in der Taxonomie des NCBI, Methylovirgula sp019343105 in der GTDB).
Dieser Stamm aerober methanotropher Bakterien wurde, wie 2022 veröffentlicht, aus dem Boden des Yongneup-Hochmoors (용늪 ‚Drachensumpf‘) am Mount Daeam (대암산 Daeamsan) in der Gangwon-Provinz, Südkorea, isoliert.
Er verfügt über Stoffwechselfähigkeiten, die zuvor bei keinem methanotrophen Bakterium gefunden wurden, da er sowohl das Treibhausgas Methan (CH4) als auch reduzierte Schwefelverbindungen wie Thiosulfat (S2O32−) aerob oxidieren kann.

### Genom und Proteom
Genom- und Proteomanalysen zeigten, dass lösliche Methan-Monooxygenase (MMO) und Alkoholdehydrogenasen vom XoxF-Typ für die Methan- bzw. Methanoloxidation verantwortlich sind. Für die Schwefeloxidation (microbial oxidation of sulfur, aerob durch Atmung) sind verschiedene Wege vorhanden, darunter der Sox-rDsr-Weg und das S4I-System.
Der Stamm HY1 nutzt den Calvin-Zyklus zur CO2-Fixierung während des chemolithoautotrophen Wachstums auf den reduzierten Schwefelverbindungen.
Proteom- und Mikrorespirometrie-Analysen zeigten, dass die Stoffwechselwege für die Methan- und Thiosulfat-Oxidation in Gegenwart der jeweiligen Substrate ausgelöst wurden. Methan und Thiosulfat können also unabhängig voneinander oder gleichzeitig oxidiert werden.

### Bedeutung
Natürliche und anthropogene (vom Menschen erzeugte) Feuchtgebiete können bedeutende Quellen für das Treibhausgas Methan sein. Solche Methanemissionen werden aber durch methanotrophe Bakterien in der oxisch-anoxischen Grenzfläche, einer Zone mit intensivem Redoxkreislauf von Kohlenstoff-, Schwefel- und Stickstoffverbindungen, gemindert.
Die Entdeckung dieses vielseitigen Bakteriums zeigt, dass Methanotrophie und Thiotrophie in ein und demselben Mikroorganismus verträglich sind, und zeigt die engen Wechselwirkungen zwischen Methan- und Schwefelkreisläufen in den oxisch-anoxischen Grenzflächenumgebungen.